# Multioppia moritzi
Multioppia moritzi är en kvalsterart som beskrevs av Sandór Mahunka och Topercer 1983. Multioppia moritzi ingår i släktet Multioppia och familjen Oppiidae. Inga underarter finns listade i Catalogue of Life.